# Tentara Nasional Indonesia Angkatan Darat
L'esercito indonesiano (in indonesiano: Tentara Nasional Indonesia-Angkatan Darat (TNI–AD), letteralmente "Forza militare terrestre nazionale indonesiana"), è la componente terrestre delle forze armate nazionali indonesiane. Esso ha una forza stimata di 300.000 soldati regolari. La storia dell'esercito indonesiano ha le sue radici nel 1945, quando le Tentara Keamanan Rakyat (TKR) "Forze di Sicurezza Civile" emersero per prime come corpo paramilitare e di polizia.
Dal movimento per l'indipendenza della nazione, l'esercito indonesiano è stato coinvolto in molteplici operazioni che vanno dall'incorporazione della Nuova Guinea occidentale, al confronto tra Indonesia e Malaysia e all'annessione di Timor Est, così come alle operazioni di controguerriglia ad Aceh, Maluku e Papua. Le operazioni dell'esercito non sono state senza polemiche; è stato periodicamente associato a violazioni dei diritti umani, in particolare in Papua occidentale, Timor Est ed Aceh.
L'esercito indonesiano è composto da un quartier generale, 15 comandi militari di zona, un comando di riserva strategica KOSTRAD, il comando forze speciali Kopassus, e varie unità ausiliari.

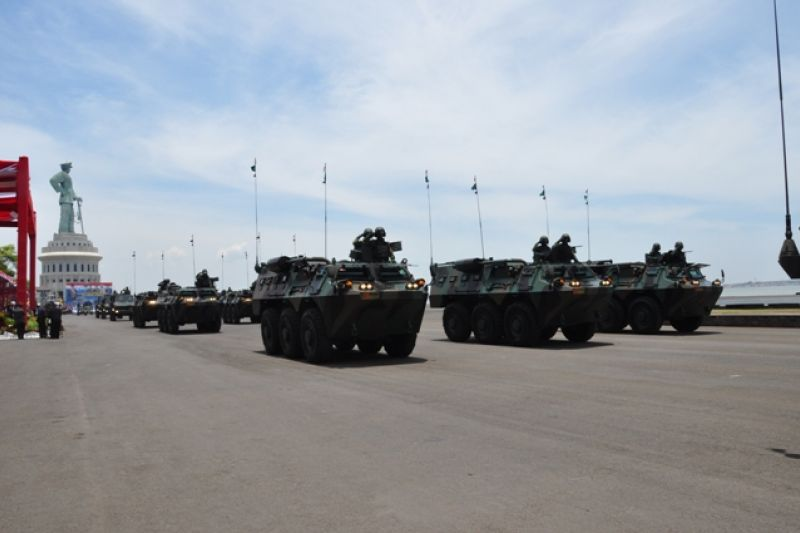
Veicoli corazzati Anoa indonesiani in parata.

## Storia

### La formazione
Nella settimana seguente la resa giapponese del 1945, i gruppi Giyugun (PETA) ed Heiho vennero sciolti dai giapponesi. La maggior parte dei membri di PETA e Heiho non era ancora a conoscenza della dichiarazione di indipendenza. Le strutture di comando e di appartenenza vitali per un esercito nazionale vennero di conseguenza smantellate. Così, invece di essere formate da un esercito addestrato, armato e organizzato, le forze armate repubblicane iniziarono a crescere a settembre da gruppi solitamente più giovani e meno addestrati costruiti attorno a leader carismatici. La creazione di una struttura militare razionale, che fosse obbediente alla autorità centrale da tale disorganizzazione, fu uno dei principali problemi della rivoluzione, un problema che rimase fino all'età contemporanea. Nell'esercito indonesiano auto-creato, gli ufficiali indonesiani addestrati dai giapponesi prevalsero su quelli formati dagli olandesi.. Un ex insegnante di scuola trentenne, Sudirman, venne eletto "comandante in capo" alla prima riunione dei comandanti di divisione a Yogyakarta il 12 Novembre 1945.
Consapevoli dei limiti dell'esercito di fronte all'aggressione olandese, il popolo e il governo dell'Indonesia non ebbero altra scelta che combattere le minacce straniere all'indipendenza della giovane nazione. Così, nel 1947, la Dottrina della Guerra Popolare, in cui tutto il potere delle forze armate nazionali e della comunità e le risorse vennero dispiegate per affrontare l'aggressione olandese, venne ufficialmente implementata all'interno dell'esercito e delle forze armate più ampie come strategia militare nazionale. Pertanto, l'integrità e l'esistenza della Repubblica Unitaria di Indonesia vennero mantenute con la forza militare con il popolo. Conformemente alla decisione della Ronde Tafel Conferentie (RTC), alla fine del 1949 nacquero gli Stati Uniti d'Indonesia (RIS). Di conseguenza, le forze terrestri del TNI formarono quindi parte dell'Angkatan Perang Republik Indonesia Serikat (APRIS) (in seguito Angkatan Perang Republik Indonesia o APRI quando la repubblica divenne unitaria nel 1950). Fu la fusione del TNI e dell'ex KNIL e di tutto il personale militare delle due forze, più i gruppi paramilitari indipendenti (laskar) che avevano combattuto la guerra dalla parte del movimento indipendentista.

### Le azioni contro le ribellioni

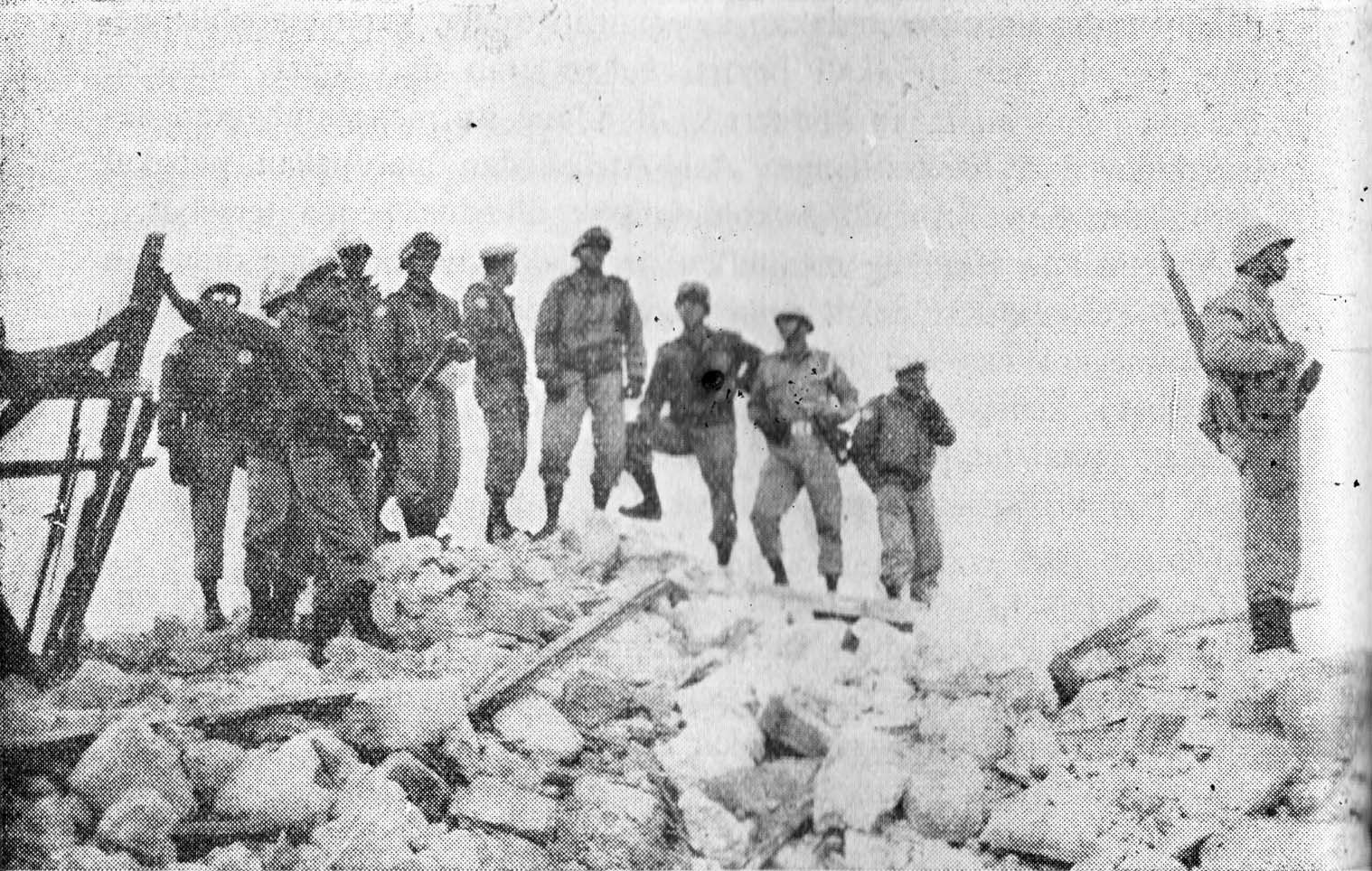
Soldati dell'esercito indonesiano nel Sinai, 1957. Facevano parte del Contingente Garuda che lavorava sotto la UNEF

Il periodo è anche chiamato il periodo della democrazia liberale è caratterizzato da varie ribellioni nel paese. Nel 1950 la maggior parte degli ex membri dell'esercito coloniale lanciò una rivolta a Bandung che è conosciuta come la rivolta della Legione di Ratu Adil/APRA ed era guidata dall'ex ufficiale KNIL Raymond Westerling. L'esercito doveva anche affrontare la rivolta a Makassar guidata da Andi Azis e dalla Repubblica delle Molucche del Sud (RMS) a Maluku. Nel frattempo, DaruI Islam a Giava ovest ampliò la sua influenza a Kalimantan meridionale, Sulawesi meridionale ed Aceh. Nel 1958 il Governo Rivoluzionario della Repubblica di Indonesia/Lotta Popolare (PRRI/Permesta) iniziò una ribellione in gran parte di Sumatra e Sulawesi settentrionale mettendo in pericolo l'integrità nazionale. Come parte delle forze armate nazionali, l'esercito contribuì a sconfiggere tutte queste rivolte, aumentando il suo prestigio agli occhi del governo e del popolo. Il futuro capo di stato maggiore dell'esercito Ahmad Yani fu determinante in una di queste prime vittorie contro i ribelli a Giava centrale.
Il 17 novembre 1952, il generale Nasution venne sospeso come capo di stato maggiore dell'esercito dopo assunto il comando e il sostegno dell'indisciplina dell'esercito che minacciava il governo. Dagli anni '50, i militari articolarono le dottrine del dwifungsi  e dell'hankamrata, ruoli militari nello sviluppo socio-politico del Paese così come la sicurezza; e l'obbligo che le risorse delle persone siano al richiamo delle forze armate. Il 5 luglio 1959, Sukarno, con il sostegno delle forze armate, emise un decreto per sciogliere l'Assemblea Costituente e reintrodurre la Costituzione del 1945 con forti poteri presidenziali. Assunse il ruolo aggiuntivo di primo ministro, che completava la struttura di "democrazia guidata" e venne nominato "Presidente a vita", anche con l'aiuto dell'esercito, l'anno successivo.
Allo stesso tempo, il governo indonesiano iniziò ad inviare le sue truppe nelle missioni di pace dell'ONU. Il primo gruppo di soldati fu inviato nel Sinai, in Egitto ed era conosciuto come Contingente Garuda I. Il Contingente Garuda I iniziò il suo primo schieramento l'8 gennaio 1957 in Egitto. Il Contingente Garuda I era costituito dal personale combinato del 15º Reggimento fanteria dell'Armata Comando Territoriale (TT) IV/Diponegoro, nonché da una compagnia del 18º Reggimento fanteria TC V/Brawijaya a Malang. Questo contingente era guidato dal tenente colonnello di fanteria Hartoyo che venne poi sostituito dal tenente colonnello di fanteria Suadi Suromihardjo, mentre il suo vice era il maggiore di fanteria Soediono Suryantoro. Il contingente partì l'8 gennaio 1957 a bordo dell'aereo da trasporto Douglas C-124 Globemaster II dell'United States Air Force per Beirut, la capitale libanese. Da Beirut il contingente venne diviso in due, la maggioranza diretta ad Abu Suweir e in parte ad Al Sandhira. Inoltre, le truppe di El Sandhira si spostarono a Gaza, l'area di confine tra Egitto e Israele, mentre il comando era a Rafah. Questo contingente tornò in Indonesia il 29 settembre 1957. Il Contingente Garuda I aveva un numero totale di 559 membri dell'esercito di tutti i gradi.

### Dal 1960 in poi

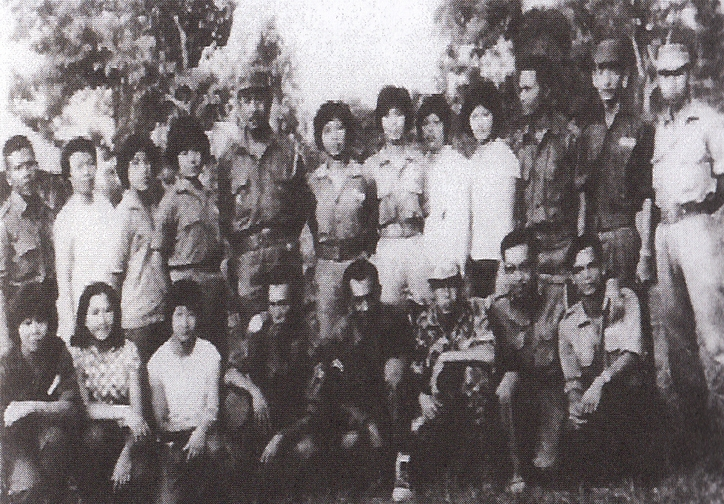
Membri della Forza di guerriglia popolare del Sarawak (SPGF), dell'Esercito nazionale del Kalimantan settentrionale (NKNA) e dell'esercito indonesiano (TNI-AD) durante il confronto tra Indonesia e Malaysia

L'esercito venne fortemente coinvolto nelle stragi indonesiane del 1965-1966. Le stragi erano purghe anticomuniste a seguito di un fallito colpo di stato del Movimento 30 Settembre. Le stime più accettate sono che più di 500.000 persone vennero uccise. L'epurazione fu un evento fondamentale nella transizione al "Nuovo Ordine"; il Partito Comunista Indonesiano (PKI) venne eliminato come forza politica. Il fallito colpo di stato rilasciò odi comunisti repressi che vennero alimentati dall'esercito indonesiano, che accusò rapidamente l'infrastruttura del PKI. I comunisti vennero epurati dalla vita politica, sociale e militare e il PKI stesso venne vietato. I massacri iniziarono nell'ottobre del 1965, nelle settimane successive il tentato colpo di Stato, e raggiunsero il loro picco nel resto dell'anno prima del cedimento nei primi mesi del 1966. Iniziarono nella capitale, Giacarta, e si diffusero a Giava centrale ed orientale e, in seguito, Bali. Migliaia di vigilantes locali e unità dell'esercito uccisero reali e presunti membri del PKI. Anche se si verificarono omicidi in tutta l'Indonesia, i peggiori furono nelle roccaforti del PKI di Giava centrale, Giava orientale, Bali, e nel nord di Sumatra. È possibile che più di un milione di persone vennero detenute in un momento o in un altro.
L'equilibrismo di Sukarno del Nasakom (nazionalismo, religione e comunismo) venne svelato. Il suo più importante pilastro di sostegno, il PKI, era stato effettivamente eliminato dagli altri due pilastri, l'esercito e la politica islamica; e l'esercito era sulla strada del potere incontrastato. Nel marzo 1968, Suharto venne formalmente eletto presidente.
Gli omicidi vennero saltati nella maggior parte dei libri di storia indonesiani e ricevettero poca introspezione dagli indonesiani e relativamente poca attenzione internazionale. Spiegazioni soddisfacenti per la portata e la frenesia della violenza sfidarono gli studiosi da tutte le prospettive ideologiche. La possibilità di un ritorno a simili sconvolgimenti è citata come un fattore del conservatorismo politico dell'amministrazione del "Nuovo Ordine" e dello stretto controllo del sistema politico. La vigilanza contro una minaccia comunista percepita rimase un segno distintivo della presidenza trentennale di Suharto. La CIA descrisse il massacro come "uno dei peggiori omicidi di massa del XX secolo, insieme alle epurazioni sovietiche degli anni '30, agli omicidi di massa nazisti durante la seconda guerra mondiale e al bagno di sangue maoista dei primi anni '50."
Tuttavia, le successive operazioni dell'esercito non sono state prive di controversie. Il coinvolgimento nelle operazioni di pace delle Nazioni Unite è continuato, ma nel 2010 la Forza ad interim delle Nazioni Unite in Libano è stata fortemente criticata dopo che due soldati indonesiani vennero filmati in fuga da uno scontro in taxi al confine israelo-libanese.
La dimensione dell'esercito si ampliò nel corso degli anni; nel luglio del 1976 l'esercito venne stimato consistere esclusivamente di 180.000 soldati, una brigata di cavalleria corazzata, parte del Kostrad (un battaglione di carri armati, più unità di supporto), 14 brigate di fanteria (90 battaglioni di fanteria, 1 di paracadutisti, 9 di artiglieria, 11 di contraerea, e 9 del Genio) di cui tre erano nel Kostrad, due brigate aviotrasportate per un totale di sei battaglioni, anch'esse parte del Kostrad, un battaglione corazzato indipendente, 7 battaglioni indipendenti di cavalleria corazzata, e quattro battaglioni para-commando indipendenti.

## Organizzazione

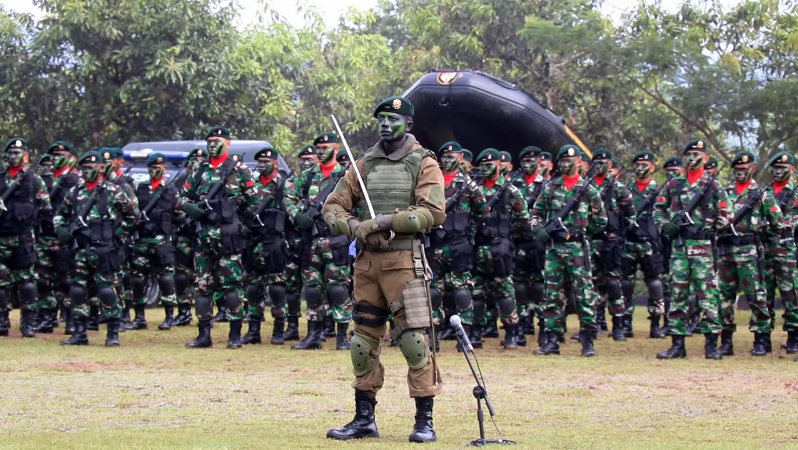
Soldati di fanteria dell'esercito indonesiano del Kostrad e degli incursori durante una cerimonia

L'esercito indonesiano è attualmente organizzato in 15 regioni militari sparse in tutto l'arcipelago indonesiano. Sono posti sotto la giurisdizione del quartier generale dell'esercito. Tre hanno sede a Sumatra, quattro a Giava, due a Kalimantan, uno nelle Piccole Isole della Sonda, due a Sulawesi, uno con sede a Maluku e due con sede nella Papua. Il Komando Cadangan Strategis Angkatan Darat (forze di riserva) ed il Komando Pasukan Khusus (forze speciali) sono formazioni indipendenti e direttamente subordinate al capo di stato maggiore. Il quartier generale dell'esercito è in coordinamento con il comando delle forze armate. L'ufficiale di grado più alto all'interno dell'esercito è il capo di stato maggiore dell'esercito che ha il grado di generale a quattro stelle ed è responsabile nei confronti del comandante delle forze armate.
L'esercito indonesiano è così strutturato secondo quanto previsto dal decreto presidenziale n. 66/2019:

### Elementi di comando
- Capo di stato maggiore dell'esercito indonesiano, posizione tenuta da un generale a quattro stelle.
- Vice capo di stato maggiore dell'esercito, posizione tenuta da un generale a tre stelle.
- Ispettore generale dell'esercito, posizione tenuta da un generale a tre stelle.
- Consigliere del capo di stato maggiore dell'esercito, posizione tenuta da un generale a tre stelle.

### Assistenti degli elementi di comando
- Consigliere per la pianificazione e il budget dell'esercito
- Consigliere per l'intelligence dell'esercito
- Consigliere operativo dell'esercito
- Consigliere per l'addestramento dell'esercito
- Consigliere per le risorse umane dell'esercito
- Consigliere per la logistica dell'esercito
- Consigliere territoriale dell'esercito

### Elementi di servizio
- Distaccamento quartier generale dell'esercito (Detasemen Markas Besar TNI AD)

### Agenzie esecutive centrali
Le agenzie con suffisso Pusat , Akademi, e Sekolah fanno capo a generali a due stelle, mentre le agenzie con suffisso Dinas e Direktorat sono guidati da un generale a una stella. Ci sono eccezioni per il Centro Territoriale, il Centro di Polizia Militare dell'Esercito e l'Ospedale dell'Esercito in quanto sono tutti diretti da un generale a tre stelle.
1. Centro Forze Territoriali dell'esercito (Pusat Teritorial TNI Angkatan Darat), incaricato di favorire e svolgere le funzioni di difesa e sviluppo del territorio al fine di supportare le missioni di base affidate all'Esercito.
2. Centro Polizia Militare dell'esercito (Pusat Polisi Militer TNI Angkatan Darat)
3. Ospedale dell'esercito Gatot Soebroto (Rumah Sakit Pusat Angkatan Darat Gatot Soebroto)
4. Centro Aviazione dell'Esercito (Pusat Penerbangan TNI Angkatan Darat)
5. Centro Medico dell'esercito (Pusat Kesehatan TNI Angkatan Darat), incaricato di mantenere la salute del personale di servizio dell'esercito.
6. Centro del Corpo del Genio dell'esercito (Pusat Zeni TNI Angkatan Darat)
7. Centro Corpo delle Comunicazioni dell'esercito (Pusat Perhubungan TNI Angkatan Darat)
8. Centro Munizioni dell'esercito (Pusat Peralatan TNI Angkatan Darat)
9. Centro Logistica e Trasporti dell'esercito (Pusat Pembekalan Angkutan TNI Angkatan Darat)
10. Accademia Militare dell'Indonesia (Akademi Militer / Akmil)
11. Scuola Candidati Ufficiali dell'esercito (Sekolah Calon Perwira Angkatan Darat (Secapaad))
12. Scuola Comando e Stato Maggiore dell'esercito (Sekolah Staf dan Komando TNI Angkatan Darat/ Seskoad)
13. Centro Intelligence dell'esercito (Pusat Intelijen TNI Angkatan Darat),
14. Centro Radio ed Operazioni Cibernetiche dell'esercito (Pusat Sandi dan Siber TNI Angkatan Darat)
15. Direzione dell'Aiutante Generale dell'esercito (Direktorat Ajudan Jenderal TNI Angkatan Darat)
16. Direzione del Servizio di Topografia dell'esercito (Direktorat Topografi TNI Angkatan Darat)
17. Direzione del Servizio di Giustizia dell'esercito (Direktorat Hukum TNI Angkatan Darat)
18. Direzione Corpo di Finanza dell'esercito (Direktorat Keuangan TNI Angkatan Darat)
19. Dipartimento d'Idoneità fisica e Sport dell'esercito (Dinas Jasmani TNI Angkatan Darat), responsabile delle funzioni d'idoneità fisica compresi l'addestramento, l'aggiornamento e la manutenzione verso il personale e le unità all'interno dell'organizzazione dell'esercito.[12]
20. Dipartimento dell'Ordinariato dell'esercito (Dinas Pembinaan Mental TNI Angkatan Darat). Questa agenzia si occupa di organizzare l'accompagnamento mentale per soldati e funzionari e le loro famiglie attraverso una mentalità di tutoraggio spirituale e ideologico al fine di supportare il compito principale dell'esercito.
21. Dipartimento del Servizio di Psicologia dell'esercito (Dinas Psikologi TNI Angkatan Darat), responsabile degli affari psicologici nei confronti del personale e dei militari dell'esercito al fine di supportare le condotte operative dell'esercito. Questa agenzia è anche coinvolta nella selezione dei candidati, nello sviluppo della carriera e della personalità del membro del personale, nella valutazione della fattibilità psicologica dei membri, nello sviluppo della ricerca relativa alla psicologia e all'esercito nel campo della strategia sociale, della guerra e della pianificazione.
22. Dipartimento di Ricerca & Sviluppo dell'esercito (Dinas Penelitian dan Pengembangan TNI Angkatan Darat), responsabile della pianificazione e dello sviluppo di attrezzature e strutture per l'esercito e guidato da un generale di brigata.
23. Dipartimento del Servizio Storico dell'esercito (Dinas Sejarah TNI Angkatan Darat) - responsabile di studi di ricerca e di attività di promozione e conservazione della storia e del patrimonio dell'esercito.
24. Dipartimento dell'Informazione e dell'Elaborazione dei dati dell'esercito (Dinas Informasi dan Pengolahan Data TNI Angkatan Darat)
25. Dipartimento di Pubbliche Relazioni dell'esercito (Dinas Penerangan TNI Angkatan Darat), incaricato di fornire informazioni e spiegazioni al pubblico delle attività e degli incidenti associati all'esercito al fine di supportare i compiti operativi dell'esercito.
26. Dipartimento del Servizio di Assicurazione dell'esercito (Dinas Kelaikan TNI Angkatan Darat)
27. Dipartimento del Servizio Acquisti dell'esercito (Dinas Pengadaan TNI Angkatan Darat)

### Comandi principali sotto il Quartier generale dell'esercito

#### Comando Strategico dell'esercito

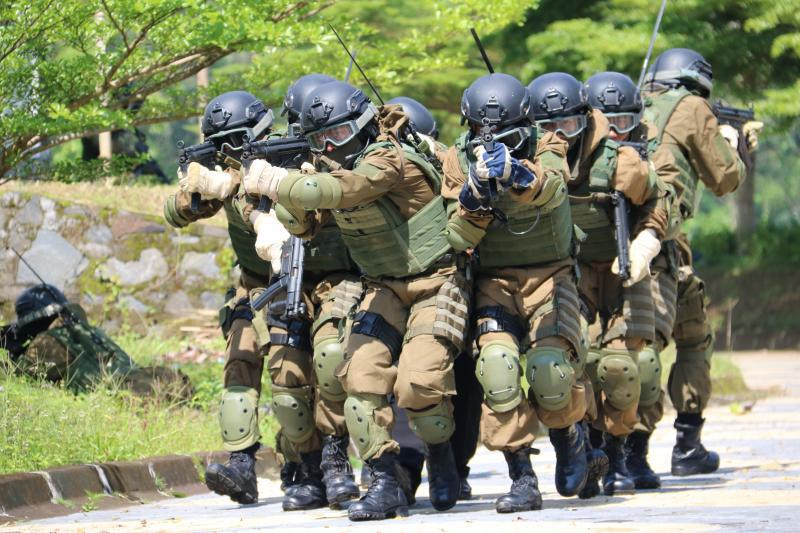
Soldati del Kostrad

Kostrad è il comando strategico operativo dell'esercito indonesiano. Il Kostrad è un comando a livello di corpo d'armata che ha circa 40.000 soldati. Supervisiona inoltre la prontezza operativa tra tutti i comandi e conduce operazioni di difesa e sicurezza a livello strategico in conformità con le politiche del comandante del TNI. I berretti verdi sono indossati dal suo personale. Il Kostrad è la principale unità di combattimento di base dell'esercito indonesiano, mentre Kopassus sono le forze speciali d'élite dell'esercito indonesiano, Kostrad mantiene ancora come unità di combattimento di prima linea del TNI al di sotto del Kopassus . Il Kostrad non è solo classificato come "unità di riserva", è anche usato come combattimento principale, ma è schierato in determinate circostanze ed è anche in grado di operazioni semi-speciali perché principalmente unità di fanteria aviotrasportata fanno parte di questo corpo d'armata. Il Kostrad contiene unità di fanteria (incluse le unità aviotrasportate), d'artiglieria, di cavalleria e altre unità militari da combattimento. La composizione delle 3 divisioni è:
- 1ª Divisione fanteria Comando QG Cilodong, Depok
  - 17ª Brigata fanteria aviotrasportata incursori Kujang I
    - QG Brigata
    - 305º Battaglione fanteria incursori paracadutisti/Tengkorak
    - 328º Battaglione fanteria incursori paracadutisti/Dirgahayu
    - 330º Battaglione fanteria incursori paracadutisti/Tri Dharma

  - 13ª Brigata fanteria (incursori)
    - 303º Battaglione fanteria incursori
    - 321º Battaglione fanteria incursori
    - 323º Battaglione fanteria incursori

  - 2º Reggimento d'artiglieria, Sadang, Purwakarta, Giava occidentale
    - 9º Battaglione d'artiglieria, Purwakarta
    - 10º Battaglione d'artiglieria, Bogor
    - 13º Battaglione d'artiglieria, Sukabumi

  - 1º Battaglione d'artiglieria di difesa aerea leggera ('Yon Arhanudri 1')
  - 1º Battaglione cavalleria/Badak Ceta Cakti con carri armati Leopard 2 Revolution
  - 9º Battaglione del Genio da combattimento paracadutista
  - 2º Battaglione Rifornimenti e trasporti
  - Compagnia di ricognizione di cavalleria
  - Compagnia trasporti
  - Compagnia di manutenzione
  - Compagnia medica
  - Compagnia polizia militare
  - Ufficio dell'Aiutante Generale

- 2ª Divisione fanteria Comando QG Singosari, Malang, Giava orientale
  - 6ª Brigata fanteria incursori (meccanizzata)
    - 411º Battaglione fanteria incursori (meccanizzato)
    - 412º Battaglione fanteria incursori (meccanizzato)/Bharata Eka Sakti
    - 413º Battaglione fanteria (meccanizzato)

  - 9ª Brigata fanteria (Raider)
    - 509º Battaglione fanteria incursori
    - 514º Battaglione fanteria incursori
    - 515º Battaglione fanteria incursori

  - 18ª Brigata aviotrasportata incursori
    - 501º Battaglione fanteria paracadutista
    - 502º Battaglione fanteria paracadutista
    - 503º Battaglione fanteria paracadutista

  - 1º Reggimento d'artiglieria
    - 1º Battaglione d'artiglieria
    - 11º Battaglione d'artiglieria
    - 12º Battaglione d'artiglieria

  - 2º Battaglione d'artiglieria di difesa aerea leggera
  - 8º Battaglione corazzato con carri armati Leopard 2A4
  - 10º Battaglione del Genio da combattimento
  - 2º Battaglione Rifornimenti
  - Squadrone di ricognizione di cavalleria
  - Compagnia trasporti
  - Compagnia di deposito meccanico
  - Compagnia medica
  - Compagnia polizia militare
  - Ufficio dell'Aiutante Generale
- 3ª Divisione fanteria Comando QG a Bontomarannu, Gowa, Sulawesi meridionale
  - 3ª Brigata fanteria paracadutista incursori/Tri Budi Sakti
    - Comando brigata
    - 431º Battaglione fanteria paracadutista incursori/Satria Setia Perkasa
    - 432º Battaglione fanteria paracadutista incursori/Waspada Setia Jaya
    - 433º Battaglione fanteria paracadutista incursori/Julu Siri

  - 20ª Brigata fanteria incursori/Ima Jaya Keramo
    - Comando brigata
    - 750º Battaglione fanteria incursori (sotto formazione)
    - 754º Battaglione fanteria incursori
    - 755º Battaglione fanteria incursori

  - 6º Battaglione d'artiglieria
  - Compagnia di ricognizione di cavalleria

- 16º Battaglione d'artiglieria di difesa aerea media
- Battaglione del Genio da combattimento (sotto formazione)
- Distaccamento polizia militare
- Compagnia di manutenzione
- Compagnia medica
- Battaglione trasporti
- Ufficio dell'Aiutante Generale

#### Comando Sviluppo Dottrina, Istruzione e Formazione dell'Esercito
Il Comando Sviluppo Dottrina, Istruzione e Formazione dell'esercito (Komando Pembinaan Doktrin, Pendidikan dan Latihan TNI AD or Kodiklatad) ha il compito di fornire addestramento a tutti gli ufficiali, i warrant officer, i sottufficiali ed il personale arruolato dell'esercito.
- QG Kodiklatad, situato a Bandung, Giava occidentale
- Centro dell'Arma di Fanteria (Pusat Kesenjataan Infanteri (Pussenif)) situato a Bandung
- Centro dell'Arma di Cavalleria (Pusat Kesenjataan Kavaleri (Pussenkav)) situato a Bandung
- Centro dell'Arma d'Artiglieria di Difesa Aerea (Pusat Kesenjataan Artileri Pertahanan Udara (Pussenarhanud)) situato a Cimahi
- Centro dell'Arma d'Artiglieria (Pusat Kesenjataan Artileri Medan (Pussenarmed)) situato a Cimahi
- Centro d'Addestramento Operazioni di Combattimento (Pusat Latihan Tempur TNI AD (Puslatpur TNI AD)) situato a Baturaja
- Centro di Simulazioni di Combattimento (Pusat Simulasi Tempur TNI AD (Pussimpur TNI AD)) situato a Bandung
- Centri d'Addestramento delle Armi dell'esercito (Pusdik Kecabangan):
  - Scuola Addestramento di Fanteria (Pusat Pendidikan Infanteri (Pusdikif)) a Bandung
  - Scuola Addestramento di Cavalleria (Pusat Pendidikan Kavaleri (Pusdikkav)) a Padalarang
  - Scuola Addestramento d'Artiglieria di Difesa Aerea (Pusat Pendidikan Artileri Pertahanan Udara (Pusdikarhanud)) a Malang, Giava orientale
  - Scuola Addestramento d'Artiglieria (Pusat Pendidikan Artileri Medan (Pusdikarmed)) a Cimahi
  - Scuola Addestramento Corpo Femminile (Pusat Pendidikan Korps Wanita TNI AD (Pusdikkowad)) a Lembang
  - Centro Addestramento Corpo di Finanza (Pusat Pendidikan Keuangan (Pusdikku)) a Bandung
  - Scuola Addestramento Idoneità fisica e Sport (Pusat Pendidikan Jasmani (Pusdikjas)) a Cimahi
  - Scuola Addestramento Corpo di Polizia Militare (Pusat Pendidikan Polisi Militer (Pusdikpom)) a Cimahi
  - Centro Addestramento Corpo delle Comunicazioni (Pusat Pendidikan Perhubungan (Pusdikhub)) a Cimahi
  - Scuola Addestramento Difesa Territoriale (Pusat Pendidikan Teritorial (Pusdikter)) a Bandung
  - Scuola Addestramento Trasporti e Logistica (Pusat Pendidikan Pembekalan Angkutan (Pusdikbekang)) a Cimahi
  - Scuola Addestramento Corpo Armamenti (Pusat Pendidikan Peralatan (Pusdikpal)) a Cimahi
  - Centro Addestramento Topografia (Pusat Pendidikan Topografi (Pusdiktop)) a Bandung
  - Scuola Addestramento Corpo del Genio (Pusat Pendidikan Zeni (Pusdikzi)) a Bogor
  - Scuola di Medicina dell'Esercito (Pusat Pendidikan Kesehatan (Pusdikkes)) a Giacarta
  - Scuola Addestramento Intelligence (Pusat Pendidikan Intelijen (Pusdikintel)) a Bogor
  - Centro Addestramento Corpo dell'Aiutante Generale (Pusat Pendidikan Ajudan Jenderal (Pusdikajen)) a Lembang
  - Centro Addestramento Corpo di Giustizia (Pusat Pendidikan Hukum (Pusdikkum)) a Giacarta
  - Scuola Addestramento Militare Generale (Pusat Pendidikan Pengetahuan Militer Umum (Pusdikpengmilum)) a Cimahi
  - Scuola Addestramento Comando Aviazione dell'Esercito (Pusat Pendidikan Penerbang Angkatan Darat (Pusdikpenerbad)) a Semarang
  - Agenzia Revisione delle Applicazioni Scientifiche e Tecnologiche (Lembaga Pengkajian Teknologi/STTAD (Lemjiantek)) a Bandung
  - Politecnico (Politeknik Angkatan Darat (Poltekad)) a Malang
  - Reggimenti Addestramento Territoriale (Resimen Induk Daerah Militer (Rindam)) assegnati a tutti i 15 comandi militari regionali dell'esercito

#### Comando forze speciali
Comando forze speciali (Kopassus), comprende 5.530 soldati ed è composto da cinque gruppi, Grup 1/Parakomando (Para Commando), Grup 2/Parakomando (Para Commando), Centro di addestramento delle forze speciali (Pusat Pendidikan Pasukan Khusus (Training)), Grup 3/Sandhi Yudha (Intelligence di combattimento), SAT 81/Penanggulangan Teror (Antiterrorismo); oltre al personale della Brigata Guardia presidenziale (Paspampres) e del quartier generale. Ogni gruppo è guidato da un colonnello e tutti i gruppi sono qualificati para-commando. Il Kopassus è noto per i suoi ruoli in operazioni ad alto rischio come il dirottamento del Woyla e la crisi degli ostaggi di Mapenduma. Tuttavia, il Kopassus è anche noto per le sue presunte violazioni dei diritti umani a Timor Est e in Papua. Il personale dell'unità si distingue per i suoi berretti rossi, simile alla maggior parte delle unità di paracadutisti e forze speciali del mondo.

#### Comandi territoriali

I comandi dell'area militare (Komanda Daerah Militer, o KODAM) a partire dal 2021

- KODAM: Comando militare regionale (livello provinciale) - comandato da un maggiore generale
- KOREM: Comando area militare (copre grandi aree o residenze) - ulteriormente suddiviso in 2 tipi, A e B, comandati rispettivamente da un generale di brigata e da un colonnello
- KODIM: Comando distretto militare (livello città o reggenza) - ulteriormente suddivisi, in 3 tipi, indipendente, A e B, comandati rispettivamente da un colonnello, un tenente colonnello ed un maggiore.
- KORAMIL: Comando settore distrettuale militare (livello Kecamatan) - ulteriormente suddiviso in 2 tipi, A e B, comandati rispettivamente da un maggiore e da un capitano.

I distretti militari delle forze armate noti come "KODAM" e l'organizzazione operativa di questi vennero stabiliti dal generale Sudirman (l'allora Comandante delle forze armate nazionali indonesiane), seguendo il modello del sistema nazista del Wehrkreise. Il sistema venne successivamente codificato in Surat Perintah Siasat No.1, firmato in dottrina nel novembre 1948.

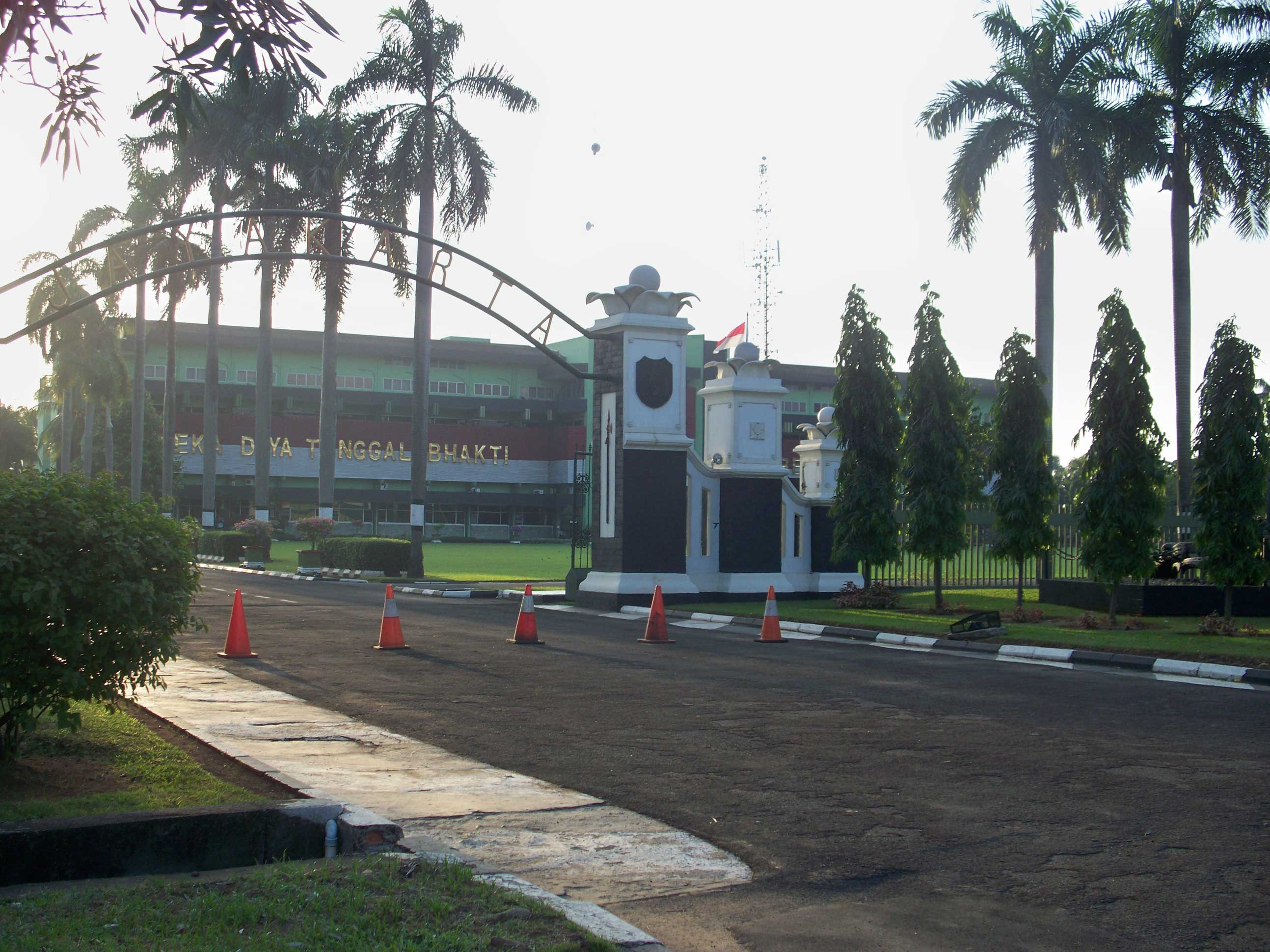
Quartier generale del Comando area militare di Giacarta.

La struttura dell'esercito subì varie riorganizzazioni durante i suoi primi anni. Dal 1946 al 1952 l'esercito venne organizzato in una serie di divisioni di armi combinate. Queste vennero ulteriormente consolidate nel 1951 e poi disperse nel 1952. Dal 1952 al 1958-1959, l'esercito venne organizzato in sette Armate territoriali ("Tentara & Teritoriums") composti da reggimenti e formazioni indipendenti a livello di battaglione ed inferiori. Nell'agosto 1958, l'esercito indonesiano riconsolidò la sua organizzazione territoriale. Vennero quindi istituiti sedici comandi regionali, che mantennero i precedenti titoli divisionali; la Divisione Siliwangi, per esempio, divenne Kodam VI/Siliwangi. I CR, allora come oggi, erano suddivisi amministrativamente in Aree (gli ex reggimenti territoriali), Distretti (gli ex battaglioni reggimentali) e Settori Distrettuali, e operativamente composti da un certo numero di battaglioni di specialità e in alcuni comandi regionali da una brigata di fanteria.
Una riorganizzazione nel 1985 apportò cambiamenti significativi nella catena di comando dell'esercito. I quattro Comandi di Difesa Regionale multiservizio (Kowilhan) e il Comando delle Forze Strategiche Nazionali (Kostranas) vennero eliminati dalla struttura di difesa, ristabilendo il Comando Militare Regionale (Kodam) come organizzazione chiave per operazioni strategiche, tattiche e territoriali per tutti i servizi. La catena di comando scorreva direttamente dal comandante in capo dell'ABRI, tramite il capo di stato maggiore dell'esercito, ai comandanti dei dieci comandi territoriali e quindi ai comandi territoriali subordinati dell'esercito.
I comandi territoriali incorporano comandi provinciali e comandi di distretto ciascuno con un numero di battaglioni di fanteria, a volte un battaglione di cavalleria, d'artiglieria, o del Genio, e viene attivato un numero crescente di brigate di fanteria. Alcuni hanno battaglioni d'incursori distaccati.

## Corpi/Armi dell'esercito

### Elementi di combattimento

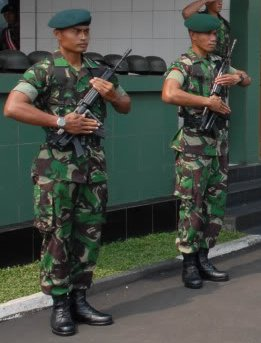
Soldati di fanteria dell'esercito indonesiano

- Arma di Fanteria (INF): (in indonesiano: Infanteri) - l'Arma di Fanteria è l'unità principale e maggiore dell'elemento di combattimento dell'esercito indonesiano. L'elemento di fanteria è la più grande e principale truppa da combattimento all'interno dell'esercito indonesiano. Il Kostrad ed il Kopassus fanno tutti parte di quest'arma, sebbene siano costituiti internamente anche da unità non di fanteria. In Indonesia ci sono più di 100 battaglioni di fanteria sparsi in tutto il paese. I berretti verdi sono indossati dai fanti dell'esercito indonesiano. La fanteria dell'esercito indonesiano è sotto gli auspici del Centro Arma di Fanteria ("Pussenif") che è sotto il comando di un maggiore generale. Il ramo di fanteria dell'esercito indonesiano è costituito da un numero enorme di unità mentre il Military Balance 2007 dell'International Institute for Strategic Studies elenca l'esercito con 2 brigate, (6 battaglioni), più altri 60 battaglioni in ogni distretto militare ("Kodam") e nove battaglioni nel Kostrad.[19] I battaglioni di fanteria d'élite dell'esercito indonesiano sono chiamati "Battaglioni incursori" (formati nel 2003) che sono appositamente addestrati nelle incursioni e nell'assalto aereo (comprese le operazioni antiterrorismo, estrazione, guerriglia e combattimento ravvicinato).[20] Per forza e capacità, 1 battaglione di fanteria incursori equivale a 3 battaglioni di fanteria regolare combinati. Ci sono attualmente circa 39 battaglioni incursori nell'Arma di Fanteria dell'esercito indonesiano, con una forza da 650 a 800 uomini per battaglione. È più grande rispetto ai battaglioni di fanteria regolare che consistono solo di circa 450-570 fanti. Anche se il capo di stato maggiore dell'esercito sta pianificando in futuro di qualificare tutti i battaglioni di fanteria (eccetto quelli meccanizzati) come pronti per gli "incursori",[20] ora ci sono battaglioni meccanizzati che sono qualificati "incursori" oltre al loro ruolo meccanizzato. I battaglioni di fanteria nell'esercito indonesiano provengono da diverse organizzazioni o corpi di combattimento, ci sono diversi battaglioni di fanteria parte del Kostrad e alcuni fanno parte dei comandi militari territoriali, lo stesso caso ricade anche sui battaglioni di fanteria incursori. Attualmente, ci sono ora 3 brigate di fanteria aviotrasportata nell'esercito indonesiano che sono tutte "incursori" qualificati (chiamati come: incursori paracadutisti), e fanno tutti parte del corpo del Kostrad. I colori del berretto della fanteria dell'esercito indonesiano sono come mostrato di seguito:
  - I soldati della fanteria regolare indossano: berretto verde con fucili incrociati
  - I fanti del Kostrad indossano: berretto verde con emblema del Kostrad, (alle unità aviotrasportate vengono aggiunte le insegne dell'ala dei paracadutisti sul berretto)
  - I fanti incursori indossano: berretto verde scuro con l'emblema della baionetta degli incursori
  - I fanti meccanizzati indossano: berretto verde scuro con emblema della fanteria meccanizzata

Ci sono oggi 5 tipi di battaglioni di fanteria nell'esercito indonesiano, che sono:
1. Battaglione di fanteria incursori paracadutisti (abbreviato "Yonif Para Raider"): sono battaglioni di fanteria aviotrasportata parte del Kostrad che sono capaci anche nelle operazioni di assalto aereo e d'incursione.
2. Battaglione di fanteria meccanizzata incursori (abbreviato "Yonif Mekanis Raider"): sono battaglioni di fanteria incursori meccanizzati che sono capaci di operazioni speciali che possono anche svolgere guerra urbana e operazioni di fanteria meccanizzata terrestri.
3. Battaglione di fanteria incursori (abbreviato "Yonif Raider"): sono battaglioni di fanteria che sono fondamentalmente addestrati per guerra d'incursione ed assalto aereo.
4. Battaglione di fanteria meccanizzata (abbreviato "Yonif Mekanis"): battaglioni di fanteria mobile, equipaggiati con APC e IFV.
5. Battaglione di fanteria (abbreviato "Yonif"): sono battaglioni di fanteria leggera.

Tutti i fanti delle forze armate nazionali indonesiane (TNI) hanno capacità in guerra nella giungla, compresi i fanti del Corpo dei Marines indonesiani e dei Paskhas.

### Elementi di supporto al combattimento

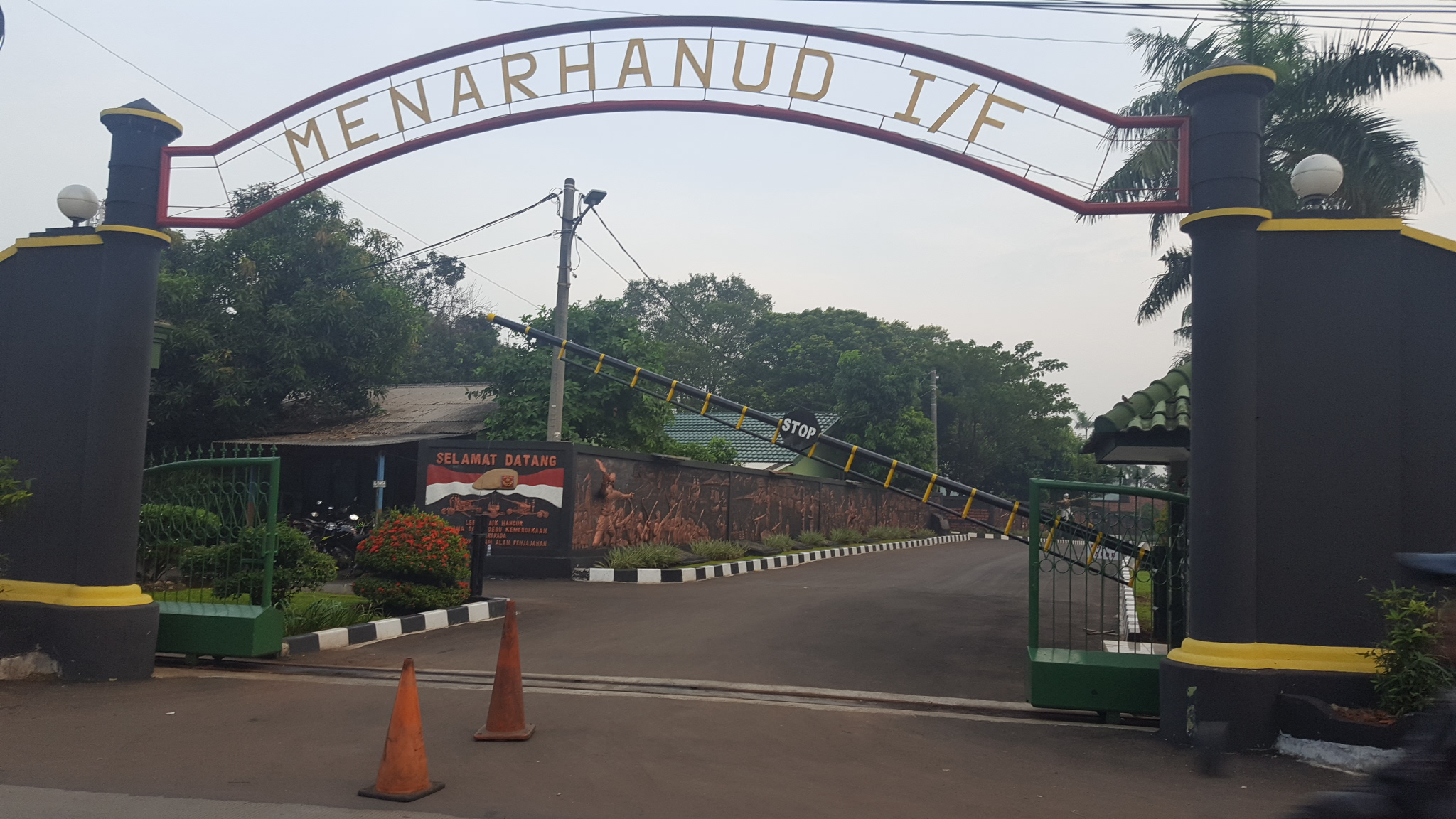
Il 1º Reggimento d'artiglieria di difesa aerea (Falatehan) del distretto militare Kodam Jaya

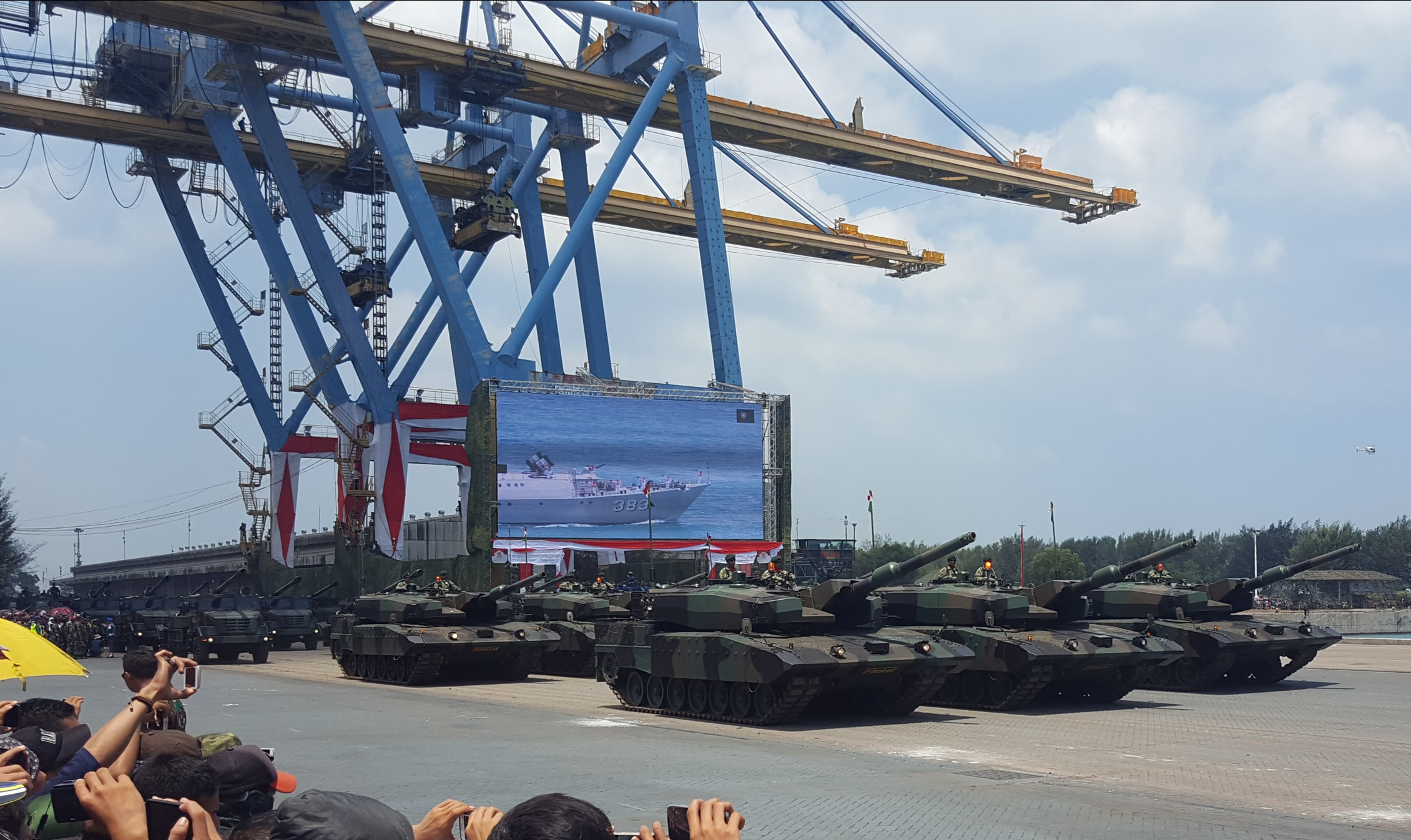
Carri armati Leopard 2 durante la parata alla cerimonia della Giornata nazionale delle forze armate indonesiane

- Cavalleria (KAV): (in indonesiano: Kavaleri) è l'unità delle forze corazzate dell'esercito. La sua funzione principale è quella di elemento di supporto al combattimento. Le unità di cavalleria non si affidano solo a carri armati, APC e IFV come mezzi di combattimento, ma utilizzano anche cavalli appositamente addestrati per il combattimento ed il supporto al combattimento operazioni su qualsiasi terreno. I soldati indossano berretti neri. L'unità di cavalleria è sotto il Centro dell'Arma di Cavalleria (Pussenkav).
- Artiglieria da campagna (ARM): (in indonesiano: Artileri Medan/ARMED) è l'unità di artiglieria dell'esercito. Agisce anche come supporto al combattimento simile all'unità di cavalleria. La sua funzione principale è quella di supportare la missione di combattimento terrestre per l'Arma di Fanteria. I berretti marroni sono indossati dai suoi artiglieri. Le unità di artiglieria campale si trovano sotto il Centro dell'Arma d'Artiglieria (Pussenarmed).
- Artiglieria di difesa aerea (ARH): (in indonesiano: Artileri Pertahanan Udara /Arhanud) sono le unità di difesa antiaerea dell'esercito. La sua funzione principale è difendere altre unità terrestri da un attacco aereo ed aiutare a proteggere le installazioni dalla distruzione. Come l'artiglieria da campagna, i berretti marroni sono indossati dai suoi artiglieri e dagli equipaggi missilistici. Le unità di artiglieria della difesa aerea riportano al Centro di artiglieria della difesa aerea (Pussenarhanud). Questa unità ha 4 distaccamenti di unità di artiglieria lanciamissili chiamati: "Den Rudal" (Detasemen Rudal).

### Elementi di supporto
- Corpo del Genio (CZI): (in indonesiano: Korps Zeni) - Il Corpo del Genio è un'arma specializzata dell'esercito la cui funzione principale è quella di supporto al combattimento, come la costruzione di ponti militari per il passaggio dei veicoli o la conversione di autostrade in piste temporanee. Un'altra funzione di questa unità è quella di espandere i movimenti delle truppe e restringere i movimenti dei nemici mentre si aiutano le unità amiche. Il Genio è impegnato anche in operazioni di soccorso a seguito di calamità e nella realizzazione di opere civili nelle comunità locali. I genieri, indipendentemente dal grado, indossano berretti grigi o elmetti da costruzione nelle loro uniformi. L'unità è sotto la direzione del Corpo del Genio dell'esercito.
- Corpo degli Armamenti (CPL): (in indonesiano: Korps Peralatan) è un'unità la cui funzione principale è la manutenzione e il collaudo degli ordigni militari. L'unità è sotto la direzione del Corpo degli Armamenti dell'esercito.
- Corpo delle Comunicazioni (CHB): (in indonesiano: Korps Perhubungan) è un'unità la cui funzione principale è fornire e mantenere le migliori informazioni possibili alle unità combattenti. L'unità è sotto la Direzione del Corpo delle Comunicazioni dell'esercito.
- Comando Aviazione dell'Esercito (CPN): (in indonesiano: Korps Penerbang Angkatan Darat) - L'esercito ha una propria piccola arma aerea che svolge compiti di attacco, collegamento e trasporto. Gestisce 100 velivoli in cinque squadroni di elicotteri e aerei composti principalmente da velivoli leggeri e piccoli trasporti, come il prodotto IPTN CN-235.
  - 11º Squadrone Heli Serbu (assalto leggero) (Semarang)
  - 21º Squadrone Sena (supporto) (Giacarta occidentale)
  - 31º Squadrone Heli Serbu (squadrone d'assalto pesante) (Semarang)
  - 12º Squadrone Heli Serbu (assalto leggero) (Reggenza di Way Kanan)
  - 13º Squadrone Serbu (Supporto) (Reggenza di Berau)

### Unità d'assistenza amministrativa

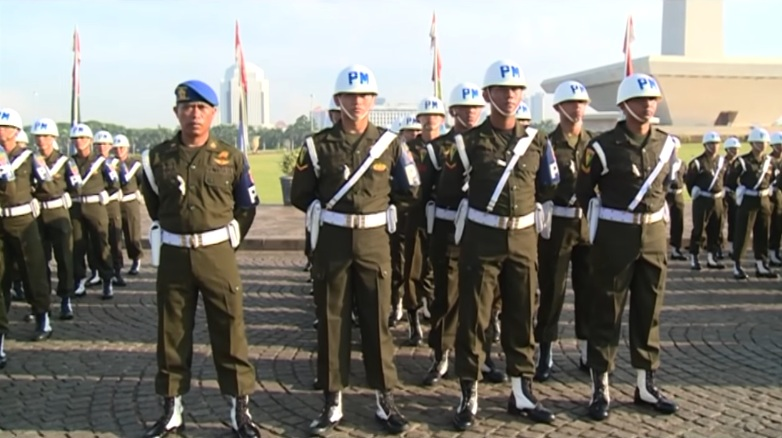
Poliziotti militari indonesiani

- Corpo di Polizia Militare (CPM): (in indonesiano: Polisi Militer/PM) è classificato come per l'unità di assistenza amministrativa. La sua funzione principale è quella di mantenere la disciplina, la legge e l'ordine all'interno dell'intero Esercito. Le unità MP indossano berretti blu leggeri che vengono portati sulla sinistra o elmetti PM blu. La Polizia Militare è sotto il Comando della Polizia Militare dell'Esercito.
- Corpo dell'Aiutante Generale (CAJ): (in indonesiano: Korps Ajudan Jenderal) la funzione principale di questa unità è l'amministrazione degli affari militari, pubblici e dei dipendenti pubblici militari. L'unità dell'aiutante generale è sotto la Direzione dell'Aiutante Generale dell'esercito.
- Corpo Logistica e Trasporti (CBA): (in indonesiano: Korps Pembekalan Angkutan/Bekang) La funzione principale di questa unità è quella di fornire servizi e trasporto di merci logistiche all'interno dell'esercito indonesiano. Berretti blu scuro sono indossati dal suo personale. Il Corpo dei trasporti logistici è sotto la Direzione del Corpo della Logistica e dei Trasporti dell'esercito.
- Corpo Topografico (CTP): (in indonesiano: Korps Topografi) La funzione principale di questa unità è quella di effettuare ricerche topografiche e mappe sul campo di battaglia per gli scopi dell'esercito indonesiano durante le operazioni di combattimento. Questa unità è sotto la Direzione del Servizio di Topografia dell'esercito
- Corpo Femminile (CWAD): (in indonesiano: Korps Wanita TNI-AD) Operativamente dipendente dai comandi e dai servizi dell'esercito, il Corpo Femminile funge d'arma amministrativa ufficiale delle donne che trascorrono attivamente il loro servizio militare attivo nei ranghi dell'esercito.
- Corpo della Banda Militare (CMU) (in indonesiano: Korps Musik Upacara) - Il Corpo della Banda Militare, che è un'organizzazione amministrativa operativamente dipendente dai comandi e dai servizi dell'esercito, è responsabile dell'organizzazione delle bande militari, dei corpi di tamburi e dei corpi di tamburi e trombe all'interno dell'intero esercito, accanto a complessi dedicati (big band, gruppi rock e pop, complessi nativi, ecc.). A differenza delle altre unità di supporto, queste sono sotto il controllo diretto dei rispettivi comandanti di unità come unità QG e la supervisione generale è sotto il Corpo dell'Aiutante Generale.
- Corpo Medico (CKM): (in indonesiano: Korps Kesehatan/Medis Militer) La funzione principale di questa unità è quella di mantenere la salute e il benessere medico di tutti gli ufficiali dell'esercito, i warrant officer, i sottufficiali, il personale arruolato e le loro famiglie. L'unità sanitaria è sotto il Dipartimento di Medicina dell'Esercito.
- Corpo di Finanza (CKU): (in indonesiano: Korps Keuangan) La funzione principale di questa unità è quella di favorire l'amministrazione finanziaria dell'esercito. L'unità finanziaria è sotto la Direzione del Corpo delle finanze dell'esercito.
- Corpo del Consulente Legale (CHK): (in indonesiano: Korps Hukum Militer) La funzione principale di questa unità è mantenere la legge e la giustizia all'interno dell'esercito. L'unità legale è sotto il comando della Direzione del Servizio di Giustizia dell'esercito. Questa unità è anche responsabile per i tribunali militari e gli avvocati ed i giudici militari riferiscono sotto questa unità.

## Gradi militari
Nell'esercito, così come in altri rami delle forze armate in Indonesia, il grado è composto da ufficiale noto in indonesiano come: "Perwira", sottufficiale: "Bintara" ed arruolato: "Tamtama".
Il titolo corretto per l'indirizzo del grado sul documento ufficiale è il seguente, tutti gli ufficiali di alto grado (generali) usano il loro grado seguito da "(TNI)", mentre altri ufficiali usano il loro grado seguito dalla rispettiva abbreviazione di arma/corpo. Ad esempio, un colonnello dell'esercito dell'Arma di Fanteria usa il titolo "Kolonel INF", mentre un maggiore generale dell'esercito dell'Arma di Fanteria usa il titolo "Mayor Jendral (TNI)". Il personale arruolato non è tenuto a indicare la rispettiva specialità dell'arma/corpo.
Nota: L'Indonesia non è membro della NATO, quindi non esiste un'equivalenza ufficiale tra i gradi militari indonesiani e quelli definiti dalla NATO. Il parallelo visualizzato è approssimativo e solo a scopo illustrativo.

### Ufficiali
| Gruppo gradi                              | Ufficiali generali | Ufficiali generali | Ufficiali generali | Ufficiali generali | Ufficiali generali | Ufficiali generali | Ufficiali generali | Ufficiali generali | Ufficiali generali | Ufficiali generali | Ufficiali da campo/superiori | Ufficiali da campo/superiori | Ufficiali da campo/superiori | Ufficiali da campo/superiori | Ufficiali da campo/superiori | Ufficiali da campo/superiori | Ufficiali interiori | Ufficiali interiori | Ufficiali interiori | Ufficiali interiori | Ufficiali interiori | Ufficiali interiori | Ufficiali interiori | Ufficiali interiori | Allievi ufficiali | Allievi ufficiali | Allievi ufficiali | Allievi ufficiali | Allievi ufficiali | Allievi ufficiali | Allievi ufficiali | Allievi ufficiali | Allievi ufficiali | Allievi ufficiali | Allievi ufficiali | Allievi ufficiali |
| ----------------------------------------- | ------------------ | ------------------ | ------------------ | ------------------ | ------------------ | ------------------ | ------------------ | ------------------ | ------------------ | ------------------ | ---------------------------- | ---------------------------- | ---------------------------- | ---------------------------- | ---------------------------- | ---------------------------- | ------------------- | ------------------- | ------------------- | ------------------- | ------------------- | ------------------- | ------------------- | ------------------- | ----------------- | ----------------- | ----------------- | ----------------- | ----------------- | ----------------- | ----------------- | ----------------- | ----------------- | ----------------- | ----------------- | ----------------- |
| Tentara Nasional Indonesia Angkatan Darat | Grand General      | Grand General      | General            | General            | Lieutenant General | Lieutenant General | Major General      | Major General      | Brigadier General  | Brigadier General  | Colonel                      | Colonel                      | Lieutenant Colonel           | Lieutenant Colonel           | Major                        | Major                        | Captain             | Captain             | First Lieutenant    | First Lieutenant    | First Lieutenant    | Second Lieutenant   | Second Lieutenant   | Second Lieutenant   |                   |                   |                   |                   |                   |                   |                   |                   |                   |                   |                   |                   |
| Tentara Nasional Indonesia Angkatan Darat | Jenderal besar     | Jenderal besar     | Jenderal           | Jenderal           | Letnan jenderal    | Letnan jenderal    | Mayor jenderal     | Mayor jenderal     | Brigadir jenderal  | Brigadir jenderal  | Kolonel                      | Kolonel                      | Letnan kolonel               | Letnan kolonel               | Mayor                        | Mayor                        | Kapten              | Kapten              | Letnan satu         | Letnan satu         | Letnan satu         | Letnan dua          | Letnan dua          | Letnan dua          |                   |                   |                   |                   |                   |                   |                   |                   |                   |                   |                   |                   |

### Arruolati
| Gruppo gradi                                         | Sottufficiali                                        | Sottufficiali                                        | Sottufficiali                                         | Sottufficiali                                         | Sottufficiali                                         | Sottufficiali                  | Sottufficiali                  | Sottufficiali               | Sottufficiali               | Sottufficiali               | Sottufficiali               | Sottufficiali               | Sottufficiali               | Sottufficiali               | Sottufficiali               | Sottufficiali       | Sottufficiali       | Sottufficiali       | Sottufficiali       | Sottufficiali       | Sottufficiali       | Sottufficiali                 | Graduati                      | Graduati                             | Graduati                             | Graduati            | Graduati            | Graduati                     | Truppa                       | Truppa                       | Truppa                       | Truppa                       | Truppa                       | Truppa               | Truppa               | Truppa |
| ---------------------------------------------------- | ---------------------------------------------------- | ---------------------------------------------------- | ----------------------------------------------------- | ----------------------------------------------------- | ----------------------------------------------------- | ------------------------------ | ------------------------------ | --------------------------- | --------------------------- | --------------------------- | --------------------------- | --------------------------- | --------------------------- | --------------------------- | --------------------------- | ------------------- | ------------------- | ------------------- | ------------------- | ------------------- | ------------------- | ----------------------------- | ----------------------------- | ------------------------------------ | ------------------------------------ | ------------------- | ------------------- | ---------------------------- | ---------------------------- | ---------------------------- | ---------------------------- | ---------------------------- | ---------------------------- | -------------------- | -------------------- | ------ |
| Tentara Nasional Indonesia Angkatan Darat            |                                                      |                                                      |                                                       |                                                       |                                                       |                                |                                |                             |                             |                             |                             |                             |                             |                             |                             |                     |                     |                     |                     |                     |                     |                               |                               |                                      |                                      |                     |                     |                              |                              |                              |                              |                              |                              |                      |                      |        |
| Pembantu letnan satu Warrant officer di prima classe | Pembantu letnan satu Warrant officer di prima classe | Pembantu letnan satu Warrant officer di prima classe | Pembantu letnan dua Warrant officer di seconda classe | Pembantu letnan dua Warrant officer di seconda classe | Pembantu letnan dua Warrant officer di seconda classe | Sersan mayor Sergente maggiore | Sersan mayor Sergente maggiore | Sersan kepala Sergente capo | Sersan kepala Sergente capo | Sersan satu Sergente scelto | Sersan satu Sergente scelto | Sersan satu Sergente scelto | Sersan satu Sergente scelto | Sersan satu Sergente scelto | Sersan satu Sergente scelto | Sersan dua Sergente | Sersan dua Sergente | Sersan dua Sergente | Sersan dua Sergente | Sersan dua Sergente | Sersan dua Sergente | Kopral kepala Caporale scelto | Kopral kepala Caporale scelto | Kopral satu Caporale di prima classe | Kopral satu Caporale di prima classe | Kopral dua Caporale | Kopral dua Caporale | Prajurit kepala Soldato capo | Prajurit kepala Soldato capo | Prajurit kepala Soldato capo | Prajurit satu Soldato scelto | Prajurit satu Soldato scelto | Prajurit satu Soldato scelto | Prajurit dua Soldato | Prajurit dua Soldato |        |

## Equipaggiamento

### Armi leggere e di fanteria
| Nome                       | Origine     | Tipo                   | Calibro           | Note                                                                                       |
| -------------------------- | ----------- | ---------------------- | ----------------- | ------------------------------------------------------------------------------------------ |
| Pindad P1/P2               | Indonesia   | Pistola semiautomatica | 9×19mm            | Copia locale della Browning Hi-Power. Approssimativamente 30.000 P1 e 2.000 P2 fabbricate. |
| M1911                      | Stati Uniti | Pistola semiautomatica | .45 ACP           |                                                                                            |
| SIG Sauer P226             | Svizzera    | Pistola semiautomatica | 9×19mm            | Per uso del Kopassus.                                                                      |
| Pindad PM2                 | Indonesia   | Pistola mitragliatrice | 9×19mm            |                                                                                            |
| MP5 series                 | Germania    | Pistola mitragliatrice | 9×19mm            | Usato dalle forze speciali                                                                 |
| Pindad SS1                 | Indonesia   | Fucile d'assalto       | 5.56×45mm         |                                                                                            |
| Pindad SS2                 | Indonesia   | Fucile d'assalto       | 5.56×45mm         | SS1 modernizzato.                                                                          |
| M16                        | Stati Uniti | Fucile d'assalto       | 5.56×45mm         |                                                                                            |
| Steyr AUG                  | Austria     | Fucile d'assalto       | 5.56×45mm         | Per uso del Kopassus.                                                                      |
| G36                        | Germania    | Fucile d'assalto       | 5.56×45mm         | Usato dalle forze speciali                                                                 |
| Accuracy International AWM | Regno Unito | Fucile di precisione   | .338 Lapua Magnum | Usato dalle forze speciali                                                                 |
| Pindad SPR-1               | Indonesia   | Fucile di precisione   | 7.62×51mm         |                                                                                            |
| Pindad SPR-3               | Indonesia   | Fucile di precisione   | 7.62×51mm         |                                                                                            |
| Pindad SPR-2               | Indonesia   | Fucile anti-materiale  | 12.7×99mm         |                                                                                            |
| Pindad SM3                 | Indonesia   | Mitragliatrice leggera | 5.56×45mm         | Versione prodotta localmente del FN Minimi.                                                |
| Pindad SM2                 | Indonesia   | Mitragliatrice media   | 7.62×51mm         | Versione prodotta localmente del FN MAG.                                                   |
| Pindad SMB-QCB             | Indonesia   | Mitragliatrice pesante | 12.7×99mm         | Versione prodotta localmente del CIS 50MG.                                                 |

| Nome               | Origine     | Tipo                          | Note                                      |
| ------------------ | ----------- | ----------------------------- | ----------------------------------------- |
| M203 'Pindad SPG1' | Indonesia   | Canna lanciagranate           | Primo lanciagranate di produzione locale. |
| M79                | Stati Uniti | Lanciagranate a colpo singolo |                                           |
| AT-13 Metis M      | Russia      | Lanciatore missile anticarro  |                                           |
| AT-5 Sprandel      | Russia      | Lanciatore missile anticarro  |                                           |
| MBT LAW            | Svezia      | Lanciatori missile anticarro  | [ 25 ] [ 26 ] [ 27 ]                      |
| FGM-148 Javelin    | Stati Uniti | Missile guidato anticarro     | On order                                  |
| C90-CR (M3)        | Spagna      | Lanciarazzi anticarro         |                                           |
| PF-89              | Cina        | Lanciarazzi anticarro         |                                           |
| M80                | Jugoslavia  | Missile sparato a spalla      |                                           |

### Veicoli utility e logistici
| Modello                     | Tipo                                        | Quantità | Acquistato | Note |
| --------------------------- | ------------------------------------------- | -------- | ---------- | ---- |
| M151 MUTT                   | Veicolo utility leggero                     |          |            |      |
| Land Rover LWB              | Veicolo utility leggero                     |          |            |      |
| Steyr Puch Haflinger 700 AP | Veicolo utility leggero                     |          |            |      |
| Nissan Q4W73                | Camion leggero                              |          |            |      |
| DAF YA400                   | Camion di trasporto                         |          |            |      |
| Unimog                      | Camion medio                                |          |            |      |
| Isuzu Elf                   | Medium truck                                |          |            |      |
| Steyr 680M                  | Camion leggero                              |          |            |      |
| Bedford MK                  | Camion leggero e veicolo portacarri leggero |          |            |      |
| Steyr 17M29                 | Camion medio                                |          |            |      |
| Iveco Astra                 | Veicolo portacarri pesante                  |          |            |      |
| Cakra FAV                   | Veicolo d'attacco rapido                    |          |            |      |

### Artiglieria e sistemi di difesa aerea
| Modello               | Tipo                                    | Quantità    | Acquistato | Note                               |
| --------------------- | --------------------------------------- | ----------- | ---------- | ---------------------------------- |
| ASTROS II             | Lanciarazzi multiplo                    | 36          |            | su ordine                          |
| Rhan 122              | 122mm Lanciarazzi multiplo              | Sconosciuto |            | Razzi da 122 mm. Costruito da PTDI |
| NDL-40                | 77mm Lanciarazzi multiplo               | 50          |            | Razzi da 77 mm. Costruito da PTDI  |
| CAESAR                | Obice semovente d'artiglieria da 155 mm | 37          | 20         | su ordine                          |
| KH-179                | 155mm Towed artillery                   | 18          |            | su ordine                          |
| FH-2000               | Artiglieria trainata da 155 mm          | 8           |            |                                    |
| M101 & KH 178 105mm   | Artiglieria trainata da 155 mm          | 54          |            |                                    |
| ZUR-23-2 kg           | Artiglieria antiaerea da 23 mm          | 14          |            | .                                  |
| Giant Bow I           | Artiglieria antiaerea da 23 mm          | 18          |            | .                                  |
| 57 mm AZP S-60        | Artiglieria antiaerea da 57mm           | 256         |            |                                    |
| Bofors 40 mm          | Artiglieria antiaerea da 40mm           | sconosciuto |            |                                    |
| Oerlikon Skyshield    | Artiglieria antiaerea da 35mm           | 6           |            | .                                  |
| Oerlikon 35 mm        | Artiglieria antiaerea da 35mm           | sconosciuto |            | .                                  |
| RBS-70                | Missile terra-aria                      | 45          |            | .                                  |
| TD-2000B              | Missile terra-aria                      | unknown     |            | .                                  |
| Starstreak (missile)  | Missile terra-aria                      | sconosciuto |            | .                                  |
| Mistral               | Missile terra-aria                      | sconosciuto |            | .                                  |
| QW-3                  | Missile terra-aria                      | sconosciuto |            | .                                  |
| POPRAD Grom (missile) | Missile terra-aria                      | 155         |            |                                    |

### Carri armati
| Modello           | Tipo                          | Quantità       | Acquistato | Note |
| ----------------- | ----------------------------- | -------------- | ---------- | --- |
| Leopard 2         | Carro armato da combattimento | 2+ (IISS 2014) |            | Con circa US $ 287 milioni, l'Indonesia ha acquistato 40 unità del Leopard 2A4 e 63 unità del Leopard 2 Revolution più 10 unità di supporto Leopard 2. 26 consegnate. |
| AMX-13            | Carro armato leggero          | 275            |            | Incluse le varianti di artiglieria semoventi. Non tutti operativi e i carri armati restanti saranno aggiornati.                                                       |
| FV101 Scorpion 90 | Carro armato leggero          | 60 (IISS 2014) |            | Armato con 90mm Cockerill |

### Veicoli da combattimento della fanteria e trasporto truppe
| Modello                               | Tipo                                       | Quantità        | Acquistato | Note |
| ------------------------------------- | ------------------------------------------ | --------------- | ---------- | --- |
| Marder 1A3                            | Veicolo da combattimento della fanteria    | 2+ (IISS 2014)  |            | Con l'assistenza della tedesca Rheinmetall, il PT Pindad renderà la linea di produzione sin dalle prime fasi fino al termine. |
| M113A1                                | Veicolo trasporto truppe                   | 80              |            | Acquistato dal Belgio |
| Alvis Stormer                         | Veicolo trasporto truppe                   | 40              |            | Comprende le varianti veicolo corazzato, posto di comando, ambulanza, recupero, logistica e posaponte. |
| AMX-VTT                               | Veicolo trasporto truppe                   | 75              |            | La cifra 75 è dell'IISS Military Balance 2014. |
| Doosan DST Tarantula (6x6)            | Veicolo corazzato da combattimento anfibio | 28              |            | Equipaggiato con cannone Cockerill 90 mm |
| Pindad Panser (6x6)                   | Veicolo trasporto truppe                   | 150 (IISS 2014) |            | |
| Pindad Panser APR-1V (4x4)            | Veicolo trasporto truppe                   | 14              |            | All'inizio predecessore del Pindad PS-3. Sulla base del telaio di un camion commerciale Isuzu. Segue su ordini annullati a seguito del terremoto e maremoto dell'Oceano Indiano del 2004. |
| Véhicule de l'Avant Blindé (VAB)(4x4) | Veicolo trasporto truppe                   | 46              |            | 14 originariamente forniti. Altri 32 vennero acquisiti nel 2006 per la missione di pace indonesiana in Libano. |
| Cadillac Gage Commando (4x4)          | Autoblindo leggera                         | 100 (IISS 2014) |            | Meno di 200 operativi |
| Pindad Komodo                         | Veicolo tattico leggero                    | 56              | .          | L'esercito indonesiano ha ufficialmente ordinato 6 Komodos. Il lanciatore mobile SAM Mistral è in programma anche per gli ordini con l'esercito indonesiano, per un totale di 56 Komodos. An additional fifty Komodos are ordered from Pindad. 8 Komodos modified to house communications equipments were also ordered. |
| Renault Sherpa 2                      | Veicolo tattico leggero                    | 12              |            | Annunciato nel luglio 2011. |
| BTR-40                                | Veicolo trasporto truppe                   | 40 (IISS 2014)  |            | Localmente modificato dal veicolo corazzato alle varianti di corazzati da ricognizione. |

### Mezzi Aerei
Sezione aggiornata annualmente in base al World Air Force di Flightglobal del corrente anno. Tale dossier non contempla UAV, aerei da trasporto VIP ed eventuali incidenti accorsi durante l'anno della sua pubblicazione. Modifiche giornaliere o mensili che potrebbero portare a discordanze nel tipo di modelli in servizio e nel loro numero rispetto a WAF, vengono apportate in base a siti specializzati, periodici mensili e bimestrali. Tali modifiche vengono apportate onde rendere quanto più aggiornata la tabella.
| Aeromobile                       | Origine          | Tipo                                | Versione (denominazione locale) | In servizio (2024) | Note | Immagine |
| Aerei da trasporto               |                  |                                     |                                 |                    | |          |
| IPTN CN-235                      | Indonesia Spagna | aereo da trasporto                  | CN-235-200M                     | 0                  | 3 CN-235-200M ordinati a febbraio 2024, con consegne previste per il 2026. |          |
| CASA C-212 Aviocar               | Indonesia Spagna | aereo da trasporto                  | NC-212                          | 6                  | |          |
| Britten-Norman BN-2 Islander     | Regno Unito      | aereo da trasporto                  | BN-2                            | 1                  | |          |
| Beechcraft Premier I             | Stati Uniti      | aereo da pattugliamento marittimo   | N.24 Nomad MPA                  | 1                  | |          |
| Elicotteri                       |                  |                                     |                                 |                    | |          |
| MBB Bo 105                       | Germania         | elicottero utility                  | Bo 105                          | 12                 | |          |
| Bell 412                         | Stati Uniti      | elicottero utility                  | B 312HPB 412SPB 412EPB 412EPI   | 58                 | 27 tra Bell 412SP, 4 Bell 412HP, 5 Bell 412EP entrati in servizio dal 1986. 22 Bell 412EP entrati in servizio dal 2012 al 2014. Al gennaio 2019, sono 56 gli esemplari in servizio delle varie versioni. Ulteriori 7 Bell 412EPI sono stati ordinati a gennaio 2019. |          |
| Bell 205                         | Stati Uniti      | elicottero utility                  | Bell 205                        | 10                 | |          |
| Boeing AH-64 Apache              | Stati Uniti      | elicottero d'attacco                | AH-64E                          | 8                  | |          |
| Mil Mi-35 Hind                   | Russia           | elicottero d'attacco                | Mi-35                           | 7                  | |          |
| Mil Mi-17 Hip                    | Russia           | elicottero da trasporto medio       | Mi-17                           | 9                  | Uno dei 10 esemplari in servizio al dicembre 2019 è precipitato il 6 giugno 2020. |          |
| Eurocopter AS350 Écureuil        | Francia          | elicottero utility                  | AS 350AS 355                    | 6                  | |          |
| Hughes 269                       | Stati Uniti      | elicottero leggero da addestramento | Hughes 269                      | 20                 | |          |
| Eurocopter EC 120 Colibri        | Francia          | elicottero da addestramento         | EC 120                          | 2                  | |          |
| Sud-Aviation SA 316 Alouette III | Francia          | elicottero utility                  | SA 316                          | 7                  | |          |

## Galleria d'immagini

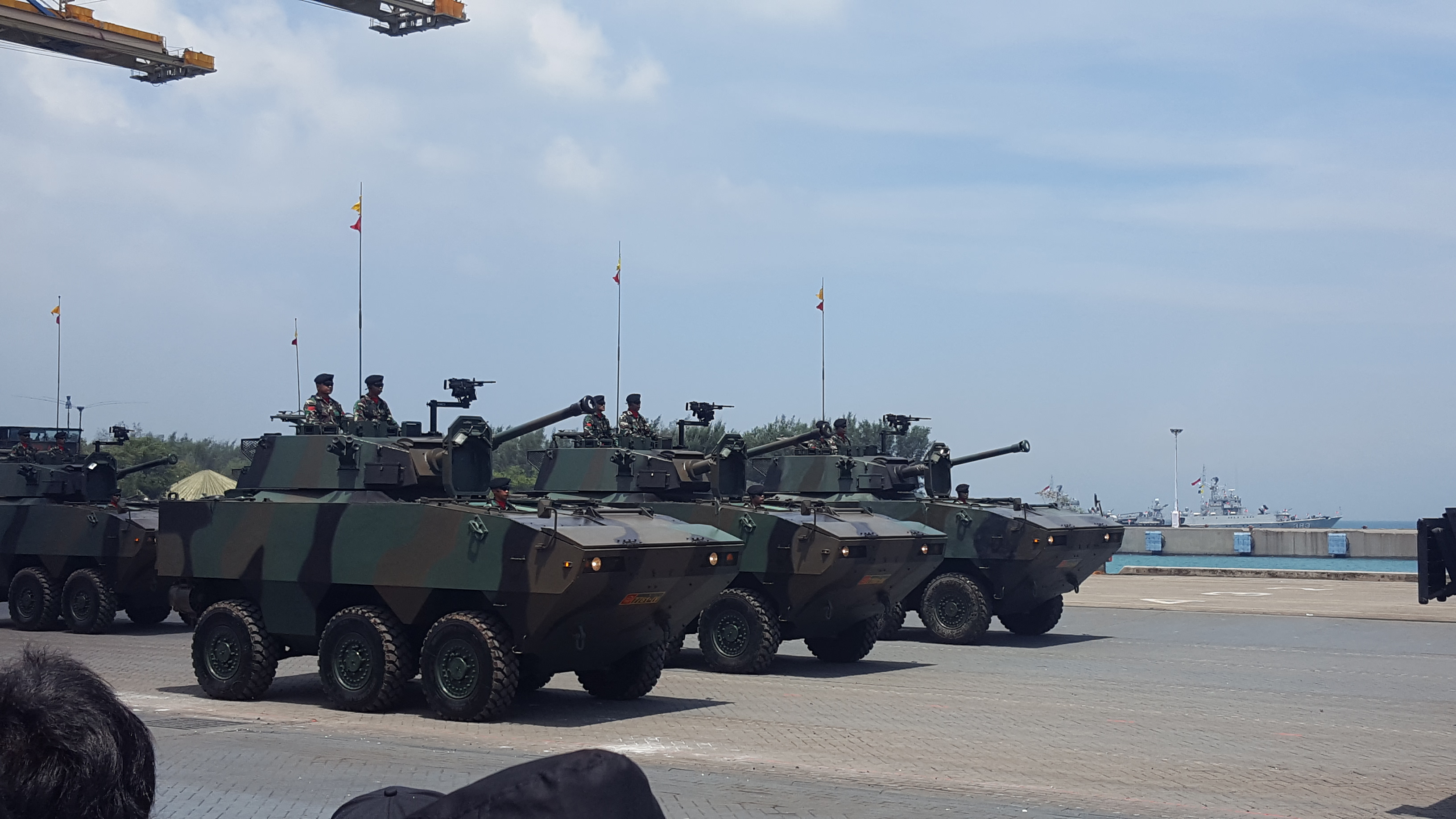
Hanwha Defense Systems Tarantula
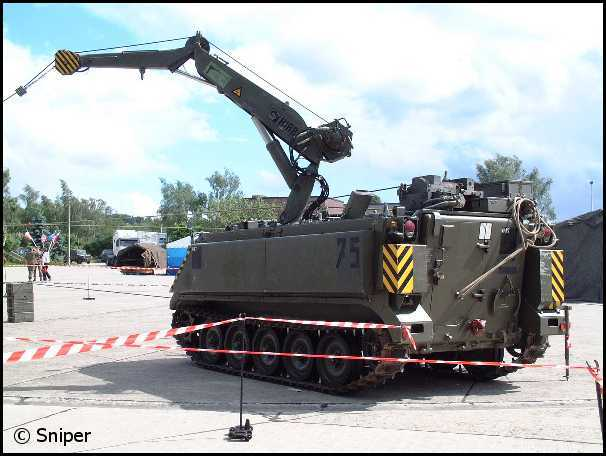
M113A1-B-Rec
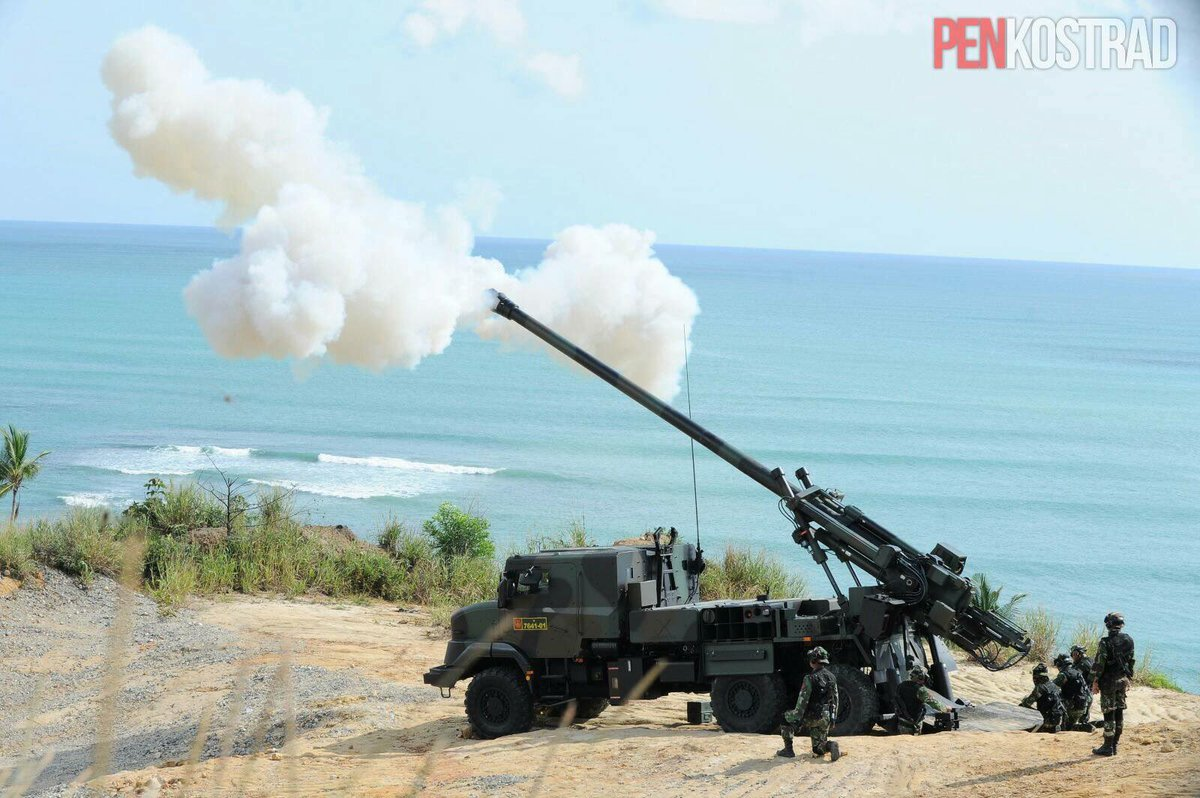
Obice semovente CAESAR
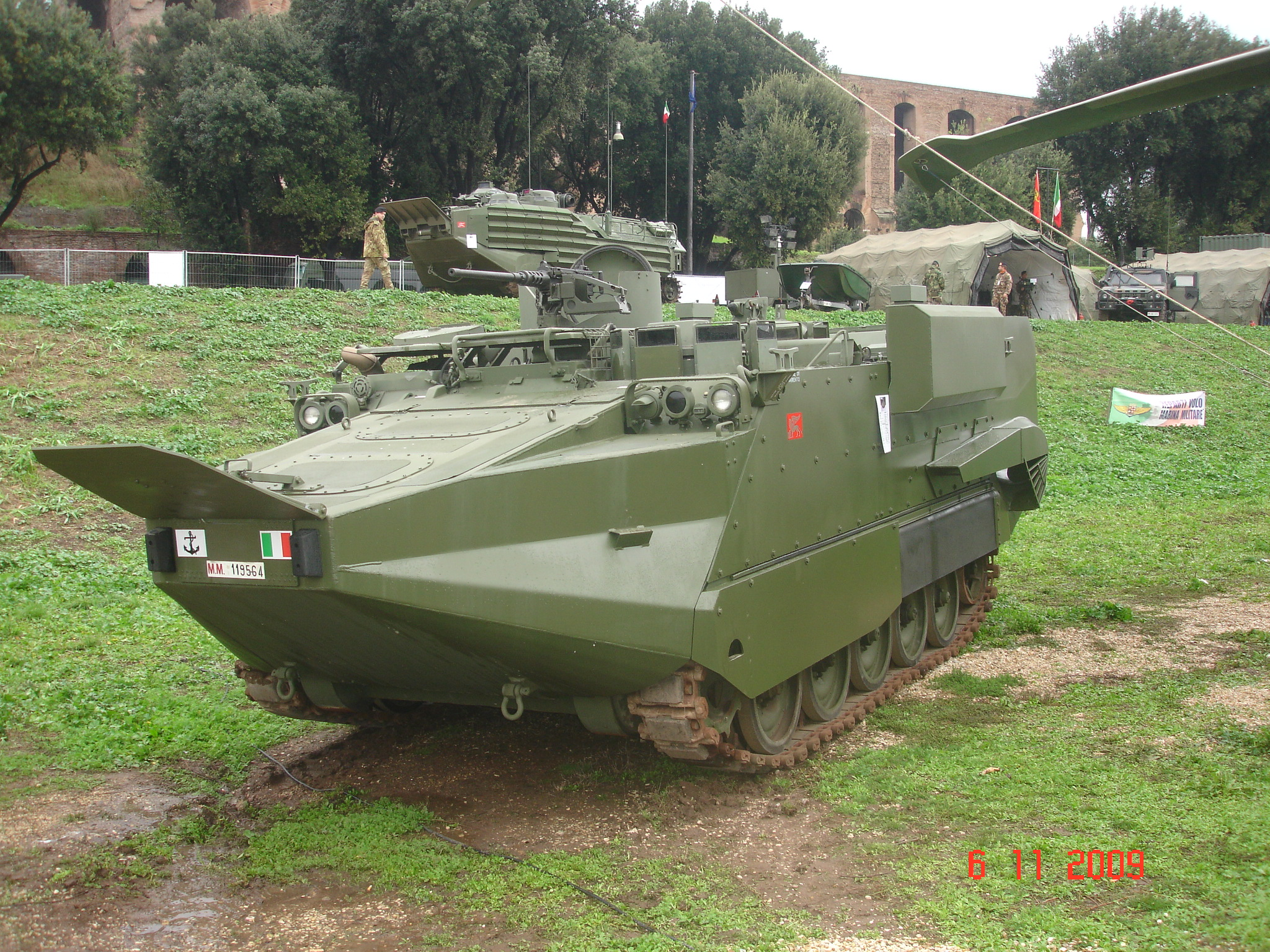
Arisgator
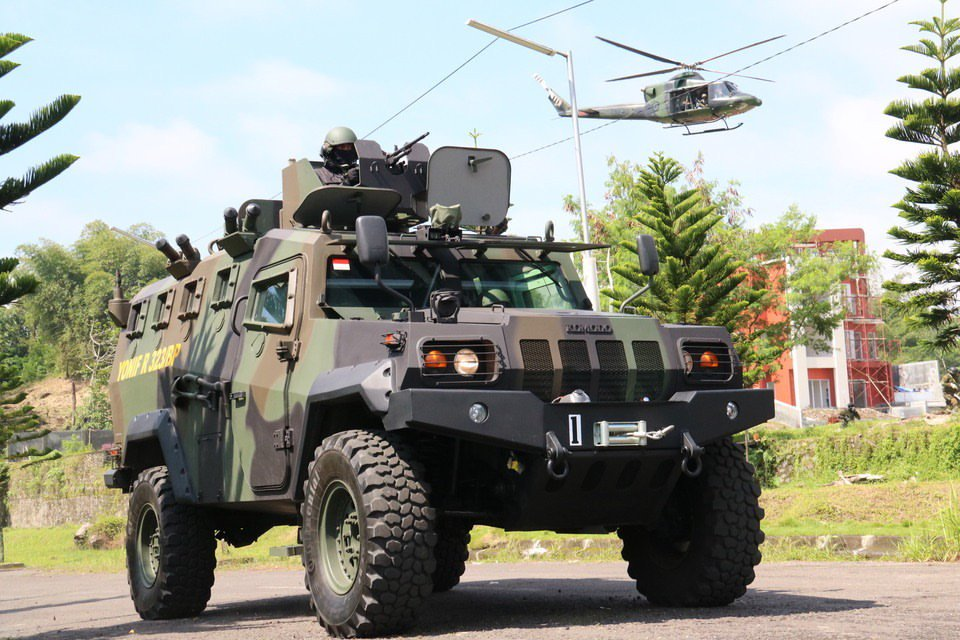
Pindad Komodo
Carro armato Pindad Harimau
Pindad Anoa